# The Electric Light Orchestra
The Electric Light Orchestra는 1971년에 발매된 일렉트릭 라이트 오케스트라의 데뷔 LP이다. 미국에서는 No Answer이라는 이름으로 발매되었다. 미국에서 앨범명이 다르게 된 이유는 유나이티드 아티스트 레코드측에서 전화로 앨범명을 물어보는 중 앨범명에 대해 오해가 생겼기 때문이다. 전화 담당자가 일렉트릭 라이트 오케스트라측에 연락을 시도했으나 연락이 되지 않자 "no answer"(응답 없음)이라고 적어두었는데, 여기에서 앨범명에 대한 오해가 생겼다.

## 트랙 목록

### A 사이드
1. "10538 Overture" – 5:32
2. "Look at Me Now" – 3:17
3. "Nellie Takes Her Bow" – 5:59
4. "The Battle of Marston Moor (July 2nd 1644)" – 6:03

### B 사이드
1. "First Movement (Jumping Biz)" – 3:00
2. "Mr. Radio" – 5:04
3. "Manhattan Rumble (49th Street Massacre)" – 4:22
4. "Queen of the Hours" – 3:22
5. "Whisper in The Night" – 4:50

#### 보너스 트랙 (2006 미국 리마스터반)
1. "Battle of Marston Moor" (Alternate take) – 1:00
2. "Nellie Takes Her Bow" (Alternate Mix) – 6:02
3. "Mr. Radio" (Take 9) – 5:19
4. "10538 Overture" (Alternate mix) – 5:46

## 차트 순위
- 미국: #196 빌보드 200, 2주
- 영국: #32 UK 앨범 차트, 4주
- 호주: #54 ARIA 앨범 차트, 1주